# Beaumont-la-Ronce

Beaumont-la-Ronce este o comună în departamentul Indre-et-Loire, Franța. În 1 ianuarie 2018 avea o populație de 1.274 de locuitori.